# أحمد عبد الله علوس
أحمد عبد الله علوس مواليد 3 أبريل 1994 لاعب كرة قدم يمني يجيد اللعب في خط الهجوم في وحدة عدن ومنتخب اليمن.

## روابط خارجية
- أحمد عبد الله علوس على موقع قاعدة بيانات كرة القدم.إي يو (الإنجليزية)
- أحمد عبد الله علوس على موقع ناشيونال فوتبول تيمز (الإنجليزية)
- أحمد عبد الله علوس على موقع Soccerway.com (الإنجليزية)
- أحمد عبد الله علوس على موقع كووورة